# Chedighaii
Chedighaii is een geslacht van uitgestorven pleurodire schildpadden dat leefde tijdens het Laat-Krijt. 

## Naamgeving
De typesoort Chedighaii hutchisoni werd in 2006 benoemd door Eugene S. Gaffney, Tong Haiyan en Peter Andre Meylan. De geslachtsnaam is afgeleid van het Navaho Ch’ééh digháhii, 'schildpad'. De soortaanduiding eert Howard Hutchinson die het exemplaar correct identificeerde als een bothremydide nadat Gaffney het aangezien had voor een trionychide. Het holotype is KUVP 14765, alleen bestaande uit een schedel. Het exemplaar werd in 1963 door Jack Whetstone gevonden in het San Juan-bekken van New Mexico in de Hunter Wash-afzetting van de Kirtland-formatie. De formatie is een van de vele formaties die stammen uit het 'Kirtlandian land-vertebrate age' en dateert van 74,0 miljoen jaar geleden. De holotype-schedel is bijna volledig. Er is geen skelet of pantser bekend, maar het materiaal van Naiadochelys ingravata kan wellicht worden toegewezen aan Chedighaii hutchisoni.
In 2006 werd nog een tweede soort benoemd: Chedighaii barberi, een hernoeming van Podocnemis barberi Schmidt, 1940 gebaseerd op het schild FMNH P26055, gevonden door Charles M. Barber. Podocnemis alabamae Zangerl, 1948 is een mogelijk jonger synoniem.

## Beschrijving
In 2006 werd een onderscheidend kenmerk vastgesteld voor het geslacht als zodanig. Het ploegschaarbeen staat ver van het bovenkaaksbeen af wat samenhangt met een grote centrale benige neusopening.
Chedighaii hutchisoni verschilt van Chedighaii barberi in drie kenmerken. De plaat van het bovenkaaksbeen onder de oogkas is hoger. De maalvlakken van het verhemelte zijn breder. De snuit is breder.

## Fylogenie
Chedighaii is in de Bothremydini geplaatst.